# Dafinka Koewa
Dafinka Koewa (bulgarisch Дафинка Коева, engl. Transkription Dafinka Koeva; * 19. Januar 1990) ist eine bulgarische Biathletin.

## Karriere
Dafinka Koewa startete seit 2007 zunächst in Juniorinnen-IBU-Cup-Rennen bei internationalen Veranstaltungen. In der Saison 2008/09 startete sie in diesem Wettbewerb erstmals bei den Frauen und wurde in ihrem ersten Einzel in Obertilliach 63. Wenig später verpasste sie in Martell als 31. eines Sprints einen ersten Punktgewinn nur um einen Rang, wurde aber aufgrund des dennoch guten Ergebnisses erstmals in den Weltcup berufen. Hier gab Koewa 2009 in Oberhof ihr Debüt und wurde 82. eines Sprints. Es dauerte bis zur Saison 2011/12, dass sie mit Rang 74 bei einem Sprint am Osloer Holmenkollen diese Platzierung verbessern konnte. Im IBU-Cup verpasste sie 2009 im heimischen Bansko als Vierte eines Verfolgungsrennens knapp den Sprung auf das Podest. Erste internationale Meisterschaften wurden die Juniorinnenrennen der Biathlon-Europameisterschaften 2009 in Ufa. Die Bulgarin kam im Einzel auf den 35. Platz, wurde Elfte des Sprints, 24. der Verfolgung und mit Silwija Georgiewa und Emilija Jordanowa Sechste im Staffelrennen. Nächstes Großereignis wurden die Biathlon-Juniorenweltmeisterschaften 2010 in Torsby, bei denen Koewa 54. des Einzels, 36. des Sprints und 26. der Verfolgung sowie mit Jordanowa und Nija Dimitrowa erneut Sechste im Staffelwettbewerb wurde. Kurz darauf trat sie in Otepää erneut bei den Juniorinnenrennen der Europameisterschaften an und wurde 39. des Einzels, 36. des Sprints und 33. der Verfolgung. 2011 startete sie erneut in Nové Město na Moravě bei den Junioren-Weltmeisterschaften und in Ridnaun bei den Juniorenrennen der Europameisterschaften. In Tschechien wurde Koewa 49. des Einzels, 26. des Sprints, 30. der Verfolgung und 15. mit der Staffel. Bei der EM in Italien startete sie nur im Einzel, kam aber nicht ins Ziel. Im Anschluss sollte die Bulgarin bei den Biathlon-Weltmeisterschaften 2011 in Chanty-Mansijsk starten, trat aber trotz Meldung für das Einzel nicht an. Ihren ersten Einsatz bei einer internationalen Meisterschaft im Leistungsbereich hatte die Bulgarin bei den Biathlon-Europameisterschaften 2012 in Osrblie, bei denen sie 41. des Sprints wurde, aber im Verfolger und auch im Einzel nicht mehr antrat.

## Biathlon-Weltcup-Platzierungen
Die Tabelle zeigt alle Platzierungen (je nach Austragungsjahr einschließlich Olympische Spiele und Weltmeisterschaften).
- 1.–3. Platz: Anzahl der Podiumsplatzierungen
- Top 10: Anzahl der Platzierungen unter den ersten zehn (einschließlich Podium)
- Punkteränge: Anzahl der Platzierungen innerhalb der Punkteränge (einschließlich Podium und Top 10)
- Starts: Anzahl gelaufener Rennen in der jeweiligen Disziplin
- Staffel: inklusive Mixed- und Single-Mixed-Staffeln

| Platzierung              | Einzel | Sprint | Verfolgung | Massenstart | Staffel | Gesamt |
| ------------------------ | ------ | ------ | ---------- | ----------- | ------- | ------ |
| 1. Platz                 |        |        |            |             |         |        |
| 2. Platz                 |        |        |            |             |         |        |
| 3. Platz                 |        |        |            |             |         |        |
| Top 10                   |        |        |            |             |         |        |
| Punkteränge              |        |        |            |             | 14      | 14     |
| Starts                   | 4      | 20     |            |             | 14      | 38     |
| Stand: 31. Dezember 2021 |        |        |            |             |         |        |